# Маратаизес
Маратаизес (порт. Marataízes) — муниципалитет в Бразилии, входит в штат Эспириту-Санту. Составная часть мезорегиона Юг штата Эспириту-Санту. Входит в экономико-статистический микрорегион Итапемирин. Население составляет 36 494 человека на 2006 год. Занимает площадь 135,402 км². Плотность населения — 269,5 чел./км².
Праздник города — 16 октября.

## История
Город основан 14 января 1992 года.

## Статистика
- Валовой внутренний продукт на 2003 составляет 105.029.715,00 реалов (данные: Бразильский институт географии и статистики).
- Валовой внутренний продукт на душу населения на 2003 составляет 3.108,12 реалов (данные: Бразильский институт географии и статистики).
- Индекс развития человеческого потенциала на 2000 составляет 0,724 (данные: Программа развития ООН).

## География
Климат местности: тропический. В соответствии с классификацией Кёппена, климат относится к категории Horário de Brasília.